# Łukasz (Kowałenko)
Łukasz, imię świeckie Andriej Wiaczesławowicz Kowałenko (ur. 11 lipca 1971 w Charcyzku) – biskup Ukraińskiego Kościoła Prawosławnego Patriarchatu Moskiewskiego.

## Życiorys
Po ukończeniu szkoły średniej w 1988 przez rok pracował jako sanitariusz w szpitalu w Charcyzku. Następnie odbywał zasadniczą służbę wojskową.
W latach 1992–2000 studiował medycynę na Państwowym Uniwersytecie Medycznym w Doniecku, uzyskując tytuł magistra. Jeszcze w czasie studiów, kolejno w 1998 i 1999, był wyświęcany na diakona i kapłana przez metropolitę donieckiego i mariupolskiego Hilariona (Szukałę). W latach 1998–2002 był zaocznym studentem kijowskiego seminarium duchownego, zaś w 2002 podjął w tym samym trybie naukę w Kijowskiej Akademii Duchownej. W maju 1999 zaczął służyć w cerkwi św. Mikołaja w Doniecku, gdzie prowadził pracę duszpasterską do sierpnia 2005. 25 grudnia 2003 w ławrze Świętogórskiej złożył wieczyste śluby mnisze, przyjmując imię Łukasz. 
W latach 2004–2005 kierował wydziałem współpracy z przedsiębiorstwami przemysłowymi i organizacjami eparchii donieckiej. Doprowadził również do wzniesienia trzech nowych cerkwi oraz urządzenia dwóch kaplic domowych. Od maja 2004 nosił tytuł archimandryty. We wrześniu 2005 przeniesiony do eparchii połtawskiej.
13 listopada 2005 w ławrze Peczerskiej miała miejsce jego chirotonia na biskupa wasilkowskiego, wikariusza eparchii kijowskiej. Został równocześnie wyznaczony na przełożonego Pustelni Glińskiej.
Od 2008 do 2010 był arcybiskupem konotopskim i głuchowskim. 25 grudnia 2010 został przeniesiony na katedrę zaporoską. W 2016 otrzymał godność metropolity.